# Revinda
Revinda è un minuscolo villaggio sito in Corsica, nelle vicinanze di Cargese. Amministrativamente fa parte del comune di Marignana.
Costituisce uno dei punti di partenza per un sentiero GR che si inoltra sul lato sud-occidentale del massiccio del Monte Cinto, andando a congiungersi nei pressi del passo Col de Vergio con il Sentiero Europa GR 20.
Il villaggio è costituito da poche case private e da una piccola chiesa, che ospitò nel dicembre 1942 la resistenza corsa. 